# Jason Hood
Jason Hood ist ein neuseeländischer Schauspieler und Synchronsprecher.

## Leben
Hood besuchte ab 1997 die Toi Whakaari: NZ Drama School. 1999 machte er seinen Bachelor of Performing Arts in Schauspiel. Neben Englisch spricht er Deutsch.
Seit 1994 ist er als Schauspieler tätig, seit 2001 in Fernseh- und Filmproduktionen. Er hatte Nebenrollen in Peter Jackson’s Der-Herr-der-Ringe-Filmtrilogie in Der Herr der Ringe: Die Gefährten, Der Herr der Ringe: Die zwei Türme und Der Herr der Ringe: Die Rückkehr des Königs inne. 2007 erhielt er eine Nebenrolle im Spielfilm Mein Freund, der Wasserdrache, 2009 in Underworld – Aufstand der Lykaner. 2011 stellte er in 31 Episoden Shortland Street die Rolle des Shane Tucker dar. Als Römer Cossutius war er ab 2011 bis 2012 in den Serien Spartacus: Gods of the Arena und Spartacus: War of the Damned zu sehen. Als Synchronsprecher war er ab 2013 in verschiedenen Fernsehserien des Power-Rangers-Franchise zu hören, unter anderen als Cyborg Vrak. 2020 mimte er in vier Episoden der Miniserie The Sounds die Rolle des Greg. 2022 wirkte er als Númenorer Tamar in zwei Episoden der Fernsehserie Der Herr der Ringe: Die Ringe der Macht mit.

## Filmografie (Auswahl)

### Schauspiel
- 2001: Dark Knight (Fernsehserie, Episode 2x02)
- 2001: Der Herr der Ringe: Die Gefährten (The Lord of the Rings: The Fellowship of the Ring)
- 2002: Der Herr der Ringe: Die zwei Türme (The Lord of the Rings: The Two Towers)
- 2003: Der Herr der Ringe: Die Rückkehr des Königs (The Lord of the Rings: The Return of the King)
- 2007: Mein Freund, der Wasserdrache (The Water Horse: Legend of the Deep)
- 2007: Outrageous Fortune (Fernsehserie, Episode 3x20)
- 2007: Shortland Street (Fernsehserie, Episode 16x193)
- 2009: Underworld – Aufstand der Lykaner (Underworld: Rise of the Lycans)
- 2009: Go Girls (Fernsehserie, Episode 1x03)
- 2009: Legend of the Seeker – Das Schwert der Wahrheit (Legend of the Seeker, Fernsehserie, Episode 2x02)
- 2011: Spartacus: Gods of the Arena (Miniserie, 2 Episoden)
- 2011: Shortland Street (Fernsehserie, 31 Episoden)
- 2012: Spartacus: War of the Damned (Fernsehserie, 2 Episoden)
- 2015: Step Dave (Fernsehserie, Episode 2x02)
- 2015: Brokenwood – Mord in Neuseeland (The Brokenwood Mysteries, Fernsehserie, Episode 2x03)
- 2020: The Sounds (Miniserie, 4 Episoden)
- 2020: Black Hands (Miniserie, Episode 1x04)
- 2022: Der Herr der Ringe: Die Ringe der Macht (The Lord of the Rings: The Rings of Power, Fernsehserie, 2 Episoden)

### Synchronisationen
- 2013: Power Rangers Megaforce: Ultimate Team Power
- 2013–2014: Power Rangers Megaforce (Fernsehserie, 21 Episoden)
- 2016: Power Rangers Dino Charge (Fernsehserie, Episode 2x21)
- 2017: Power Rangers Dino Force (Fernsehserie, Episode 1x06)
- 2019: Power Rangers Beast Morphers (Fernsehserie, Episode 1x09)

## Theater (Auswahl)
- 1996: Blood Brothers, Regie: Hillary Norris
- 1997:	Titus Andronicus, Regie: Cameron Rhodes
- 1997:	Troilus and Cressida, Regie: KC Kelly
- 1998:	The Crucible, Regie: Christian Penny
- 1998:	The Threepenny Opera, Regie: Murray Lynch
- 1999:	Faraway So Close, Regie: Tom McCrory, Communion
- 1999:	Burn This, Regie: Murray Lynch, Bats Theatre
- 1999:	Julius Ceasar, Regie: Phil Mann, Circa Theatre
- 1999: The Three Sisters, Regie: Timothy Douglas
- 2002: Lingua, Regie: Rachel Hennessey, Pleasance Theatre, London
- 2005–2006: For King and Country (Tour), Regie: Conrad Newport, Armstrong Creative
- 2009: Sketch, Regie: Sue Curnow, Playmarket Workshop